# Les Chadwick
John Leslie Chadwick, född den 11 maj 1943 i Liverpool, England, död den 26 december 2019 i Liverpool, England, var en brittisk basist och medlem i Gerry and the Pacemakers.